# تورگی
تورگی (به فرانسوی: Turgy) یک کمون در فرانسه است که در Canton of Chaource واقع شده‌است.

## خصوصیات
تورگی ۹٫۹۷ کیلومترمربع مساحت و ۴۰ نفر جمعیت دارد و ۱۶۳ متر بالاتر از سطح دریا واقع شده‌است.